# Péchés de jeunesse (bande dessinée)
Pour les articles homonymes, voir Péchés de jeunesse.
Péchés de jeunesse est une collection d'albums des éditions Dupuis consacrée aux rééditions de bandes dessinées réalisées dans leur jeunesse par des auteurs renommés du Journal de Spirou, que ce soit dans l'hebdomadaire même ou dans d'autres magazines. La collection a paru entre 1976 et juin 1987 à l'initiative de Thierry Martens qui préface les albums sous le pseudonyme de M. Archive.
À partir du troisième album, la quatrième de couverture est illustrée par un dessin de Carlos Roque.

## Liste des albums
| No | Date | Série              | Série | Titre                             | Texte        | Dessin              |
| No | Date | Titre              | No    | Titre                             | Texte        | Dessin              |
| -- | ---- | ------------------ | ----- | --------------------------------- | ------------ | ------------------- |
| 1  | 1976 | Spirou et Fantasio | 1     | L'Héritage                        | Franquin     | Franquin            |
| 2  | 1976 | Spirou et Fantasio | 2     | Radar le robot                    | Franquin     | Franquin            |
| 3  | 1978 | Blondin et Cirage  | 10    | Les Soucoupes volantes            | Jijé         | Jijé                |
| 4  | 1978 | Marc Jaguar        | 1     | Le Lac de l'homme mort            | Tillieux     | Tillieux            |
| 5  | 1978 | Tif et Tondu       | 2     | Tif et Tondu en Amérique centrale | Dineur       | Will                |
| 6  | 1979 | Chaminou           | 1     | Chaminou et le Khrompire          | Macherot     | Macherot            |
| 7  | 1979 | L'Épervier Bleu    | 5     | L'Ennemi sous la mer              | Sirius       | Sirius              |
| 8  | 1980 | Jacky et Célestin  | 5     | Vous êtes trop bon !              | Vicq         | Walthéry, Peyo      |
| 9  | 1980 | Blondin et Cirage  | 7     | Kamiliola                         | Jijé         | Jijé                |
| 10 | 1980 | Jacques Le Gall    | 3     | L'Œil de Kali                     | Charlier     | Mitacq              |
| 11 | 1981 | Jacques Le Gall    | 4     | La Déesse noire                   | Charlier     | Mitacq              |
| 12 | 1981 | Félix              | 66    | L'Affaire des bijoux              | Tillieux     | Tillieux            |
| 13 | 1982 | Jacky et Célestin  | 6     | Casse-tête-chinois                | Derib, Gos   | Walthéry, Peyo      |
| 14 | 1982 | Bizu               | 1     | Bonjour Bizu                      | Fournier     | Fournier            |
| 15 | 1982 | Blondin et Cirage  | 5     | Blondin et Cirage au Mexique      | Jijé         | Jijé                |
| 16 | 1983 | Jacky et Célestin  | 7     | Le Chinois est rancunier          | Gos, Peyo    | Walthéry            |
| 17 | 1984 | Blondin et Cirage  | 6     | Le Nègre blanc                    | Jijé         | Jijé                |
| 18 | 1984 | Sandy et Hoppy     | 27    | Du béton dans le désert           | Lambil       | Lambil              |
| 19 | 1984 | Les Mousquetaires  | 2     | Le Vaisseau des brumes            | Raoul Cauvin | Mazel               |
| 20 | 1985 | Jacques Le Gall    | 6     | Les Naufrageurs                   | Charlier     | Mitacq              |
| 21 | 1985 | Starter            | 3     | Starter contre les casseurs       | Jidéhem      | Jidéhem             |
| 22 | 1985 | Jacky et Célestin  | 8     | Sur la piste du scorpion          | Gos          | Walthéry, Peyo, Gos |
| 23 | 1985 | Attila             | 1     | Un métier de chien                | Rosy         | Derib               |
| 24 | 1986 | Attila             | 2     | Attila au château                 | Rosy         | Derib               |
| 25 | 1987 | Attila             | 3     | Le Mystère Z14                    | Rosy         | Derib               |